# 나바티예

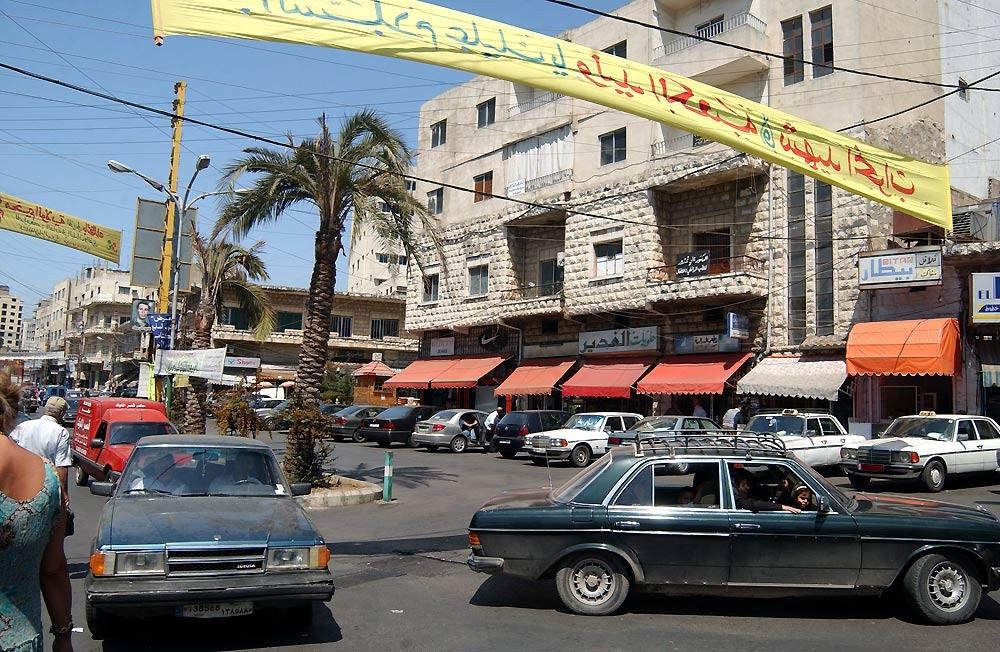
나바티예

나바티예(아랍어: بعبدا)는 레바논 남부에 위치한 도시로 나바티예 주의 주도이며 면적은 21m2, 높이는 418m, 인구는 98,433명(2005년 기준)이다.